# She Loves You (tribute album)
A She Loves You Yui-tribute album, amely 2012. október 24-én jelent meg a gr8! records kiadó gondozásában.

## Számlista
1. How crazy (3:43) / Scandal
2. Tomorrow’s Way (3:45) / Negoto
3. Good-bye days (4:33) / miwa
4. Life (4:03) / Goose House
5. Rolling Star (3:08) / Nakagava Sóko
6. Namidairo (4:27) / Ide Ajaka
7. My Generation (3:56) / Kylee
8. again (4:17) / Stereopony
9. I Remember You (4:27) / Szavai Miszora
10. Hello (3:44) / Dancing Dolls
11. Gloria (3:29) / Aoi Eir
12. feel my soul (3:43) / joy
13. Cherry (Bossa Live Version) (4:07) / Yui
Yui-önfeldolgozás